# Technetronní společnost
Technetronní společnost je společnost kulturně, psychologicky, sociálně a ekonomicky ovlivněná technologiemi a elektronikou, zvlášť v oblasti počítačů a komunikace. Etymologicky jde o pojem vzniklý spojením slov technologie a elektronika.
Jde o koncept amerického politologa Zbigniewa Brzezinského, jenž sloužil jako poradce pro národní bezpečnost amerického prezidenta Jimmyho Cartera. Myšlenku rozvinul především v díle Mezi dvěma věky.

## Vývoj pojmu
Brzezinski termín technetronní společnosti poprvé představil v článku Amerika v technetronním věku (America in the Technetronic Age). Tento článek vyšel nejdříve v roce 1967 v rámci School of International Affairs na Kolumbijské univerzitě, kde Brzezinski pracoval a následně v roce 1968 stejný článek vydal i v časopise Encounter.  V roce 1971 následně přednesl přednášku Mezinárodní politika v technetronní éře (International politics in the technetronic era) na University of Sophia v Tokiu.
Brzezinského největším příspěvkem do teorie technetronní společnosti je pak jeho kniha Mezi dvěma věky: Role Ameriky v technetronní éře (Between Two Ages. America's Role in the Technetronic Era) z roku 1970. V této knize Brzezinski dále rozvádí deset bodů ve kterých vidí hlavní rozdíly mezi společností industriální a technetronní, které uvedl již v původním článku z roku 1967.

## Charakteristika
Brzezinski rozeznává ve svých dílech 10 hlavních společenských změn při přechodu společnosti od industriální k technetronní. Tyto změny přirovnává, co se významnosti týče, k přechodu společnosti ze zemědělské na průmyslovou:
1. Přechod od průmyslu ke službám coby hlavní zdroje zaměstnanosti, stejně jako při přechodu od agrární k průmyslové společnosti. Obsluhu strojů řeší v technetronní společnosti automatizace a robotika.
2. Zatímco v industriální společnosti dominuje vztah mezi zaměstnanci, prací a trhem práce, v technetronní společnosti jsou hlavními problémy zručnost, bezpečnost, volný čas a sdílení zisků.
3. V industriální společnosti je hlavním cílem odstranění překážek v přístupu ke vzdělání a vytvoření společného startovního bodu společenského pokroku. V technetronní společnosti je přístup ke vzdělání nejen univerzální, ale pokročilý výcvik je přístupný každému, kdo má talent.
4. V industriální společnosti přebírá vůdčí roli ve společnosti místo aristokracie městská plutokratická elita. Ve společnosti technetronní je pro společenské vůdcovství klíčový talent a ovládnutí speciálních dovedností – vědění se stává klíčovým nástrojem moci.
5. V technetronní společnosti se také mění role univerzit. Místo toho, aby pouze vytvářely budoucí společenské elity, jsou stále více zapojené do veřejného života a politiky jakožto centrum inovací a pokroku.
6. Industriální společnost je díky statickému a konceptuálnímu způsobu vzdělání a myšlení více náchylná ke vzniku ideologií. V technetronní společnosti umožňuje audio-vizuální komunikace přesnější a rozvinutější pohledy na realitu, což vede k úpadku ideologií a pragmatičtějšímu vnímání problémů.
7. Do té doby neaktivní masy se v industriální společnosti aktivizují a organizují, klíčová je snaha o nabytí volebního práva všech obyvatel včetně žen. V technetronní společnosti nastává problém s politickým odcizením populace. Hlavní snahy se soustředí na dosažení reálné participace na politické moci.
8. Nově osvobozené masy se v industriální společnosti stávají organizované kolem politických stran a odborů – organizací s relativně jednoduchým až ideologickým programem. Tento trend podporuje nacionalismus a noviny vydávané v národních jazycích. V technetronní společnosti směřují trendy k shromažďování podpory milionů neorganizovaných jednotlivců přitahovaných magnetickými atraktivními osobnostmi. Televize a další komunikační technologie umožňují nahradit text v národním jazyce obrazovým materiálem srozumitelným globálně.
9. V raných fázích industrializace byla ekonomická moc značně personalizovaná v rukou velkých magnátů jako byli Henry Ford nebo byrokratů jako Lazar Kaganovič. V technetronní společnosti se naopak stává depersonalizovanou a zapojenou v provázanosti vládního, průmyslového, vědeckého a politického establishmentu. Politická a ekonomická moc jsou spojeny téměř neoddělitelně a vzájemně se podporují.
10. Nakupování zboží a kumulace majetku se v industriální společnosti stávají dostupné pro bezprecedentní množství lidí. V technetronní společnosti se využití vědy a zájem o kvalitu života stávají možné pro stále více lidí, zejména mladých.

## Reakce
Společnost technetronní bývá často srovnávána s podobným konceptem, rozvinutým sociologem Danielem Bellem, společností postindustriální. Někteří u Brzezinského díla zpochybňují jeho empirický základ a zařazení do politické vědy. Má jít spíše o esejistickou knihu ovlivněnou osobním pohledem na věc než rigorózní práci. Jiní za hlavní problém považují Brzezinského omezený pohled, neboť jako Američan píše především pro americké publikum. Poznatky z Mezi dvěma věky jsou pak často zneužívány v rámci různých konspiračních teorií.